# Heinrich II. (Schwarzburg-Blankenburg)
Heinrich II. Graf von Schwarzburg (* um 1150/55; † 20. Februar 1236) war ab 1197 Graf von Schwarzburg-Blankenburg. Er ist Stammvater der Grafen und Fürsten von Schwarzburg.

## Familie
Er war der älteste Sohn von Graf Günther II. von Käfernburg aus dessen ersten Ehe mit Gertrud von Wettin.
Heinrich heiratete Irmgard von Weimar-Orlamünde, Tochter des Grafen Siegfried III.  Mit ihr hatte er die Söhne
- Albrecht II. von Schwarzburg († 1278), Propst von Bibra und Domherr zu Magdeburg
- Heinrich III. († 1259), Graf von Schwarzburg-Leutenberg
- Günther VII. († 1274), Graf von Schwarzburg-Blankenburg

## Leben
1197 folgte er dem Vater gemeinsam mit seinem Bruder Günther III., teilte mit ihm und wurde Graf von Schwarzburg-Blankenburg. Günther wurde Graf von Käfernburg, Ilmenau und Arnstadt.
Heinrich stand auf Seiten der Staufer. Er nahm an der Reichsversammlung in Worms im Frühjahr 1231 teil, auf der unter anderem das sogenannte Statutum in favorem principum erlassen wurde. Im deutschen Thronkrieg zog er 1204 gegen den Thüringer Landgrafen Hermann I.